# Amanda Milling
Dame Amanda Anne Milling (Burton upon Trent, 12 marzo 1975) è una politica britannica, membro del Partito Conservatore.

## Biografia
Nata a Burton upon Trent, città nello Staffordshire, si laurea nel 1997 in economia e statistica alla University College di Londra.

## Carriera politica
Si avvicina al Partito Conservatore mentre frenquenta l'università. Successivamente, nel 2009, viene eletta consigliera comunale di Rossendale, incarico nel quale rimane fino al 2014, quando viene scelta come candidata per il seggio di Cannock Chase in vista delle elezioni del 2015.
In queste elezioni viene eletta con una maggioranza di circa il 10%. Durante la legislatura tra il 2015 e il 2017 fa parte all'interno della Camera dei comuni del comitato ristretto per gli affari, l'energia e la strategia industriale.
Nel 2017, con le nuove elezioni generali, si ricandida allo stesso collegio e vince con una maggioranza di circa il 17%. Nel gennaio 2018, con un rimpasto del governo guidato da Theresa May, viene nominata assistente di governo.
Dopo le elezioni del 2019, le quali hanno visto la vittoria di Boris Johnson, Amanda Milling diviene vice capo whip alla Camera dei comuni e contemporaneamente anche tesoriera alla famiglia nel secondo governo Johnson. In queste elezioni è anche riconfermata parlamentare.
Nel febbraio 2020, con un rimpasto del governo, Amanda Milling passa ad essere ministra senza portafoglio e simultaneamente presidente del Partito Conservatore. Nello stesso anno diventa inoltre membro del Consiglio privato.
Nel settembre 2021, dopo un secondo rimpasto, finiscono i due suddetti mandati per divenire ministra per l'Asia e per il Medio Oriente. In questa carica rimane fino alla fine del governo Johnson II, avvenuta nel settembre 2022.
A seguito della crisi politica britannica tra il luglio e il settembre 2022, mesi nei quali si svolgono le elezioni primarie del partito, afferma che in tali elezioni avrebbe sostenuto il politico Nadhim Zahawi.
Nel rimpasto del governo Sunak del novembre 2023, Amanda Milling diventa lord commissaria del Tesoro. Non viene rieletta alle elezioni generali del 2024.

### Posizioni politiche

#### Uscita del Regno Unito dall'Unione europea
Amanda Milling ha dichiarato di aver votato a favore della permanenza del Regno Unito nell'Unione europea al referendum del 2016.